# Allium sosnovskyanum
Allium sosnovskyanum — вид трав'янистих рослин родини амарилісові (Amaryllidaceae), ендемік Туреччини.

## Поширення
Поширений у північно-східній Туреччині.